# Martin O'Neill
Martin Hugh Michael O'Neill OBE (Kilrea, 1 de març de 1952), és un entrenador i exjugador de futbol nord-irlandès, que actualment dirigeix la selecció de la República d'Irlanda.
Tot i que na iniciar la seva carrera esportiva a Irlanda del Nord, O'Neill va passar la major part de la seva carrera esportiva a Anglaterra, concretament al Nottingham Forest, equip amb el qual va guanyar dues Copes d'Europa consecutives, el 1979 i el 1980. També va disputar 64 partits amb la selecció d'Irlanda del Nord, essent el capità del conjunt que va participar en la Copa del Món de 1982.
Com a entrenador, O'Neill ha dirigit diversos equips britànics, com ara el Norwich City, el Leicester City, el Celtic, l'Aston Villa o el Sunderland. Amb el Leicester City va arribar en tres ocasions a la final de la Copa de la lliga, guanyant-la en dues d'elles, mentre que amb el Celtic va aconseguir tres títols de lliga i arribar a la final de la copa de la UEFA, que va acabar perdent contra el FC Porto.

## Palmarès

### Com a jugador
Distillery
- Copa irlandesa: 1970-71

Nottingham Forest
- Lliga de primera divisió: 1977–78
- Copa de la lliga: 1977–78, 1978–79
- FA Charity Shield: 1978[4]
- Copa d'Europa: 1978–79, 1979–80
- Supercopa d'Europa: 1979[5]
- Copa Anglo-escocesa: 1977

Irlanda del Nord
- British Home Championship: 1980[4][6] i 1984[4][7]

Wycombe Wanderers
- Football Conference: 1992–93
- FA Trophy: 1990–91 i 1992–93

Leicester City
- Copa de la lliga: 1996–97 i 1999–2000

Celtic
- Lliga de primera divisió: 2000–01, 2001–02, 2003–04
- Copa escocesa: 2000–01, 2003–04, 2004–05
- Copa de la lliga: 2000–01

## Premis i reconeixaments
- Millor entrenador del mes (Premier League): Setembre de 1997, octubre de 1998, Novembre de 1999, Abril de 2007, Novembre de 2007, Desembre de 2008, Abril de 2010, Desembre de 2011
- Entrenador del mes (Premier League escocesa): Agost de 2000, Desembre de 2000, Febrer de 2001, Agost de 2001, Abril de 2002, Novembre de 2002, Octubre de 2003, Novembre de 2003, Gener de 2005
- Entrenador de l'Any (Premier League escocesa): 2000-01, 2001-02, 2003-04